# Måns Zelmerlöw

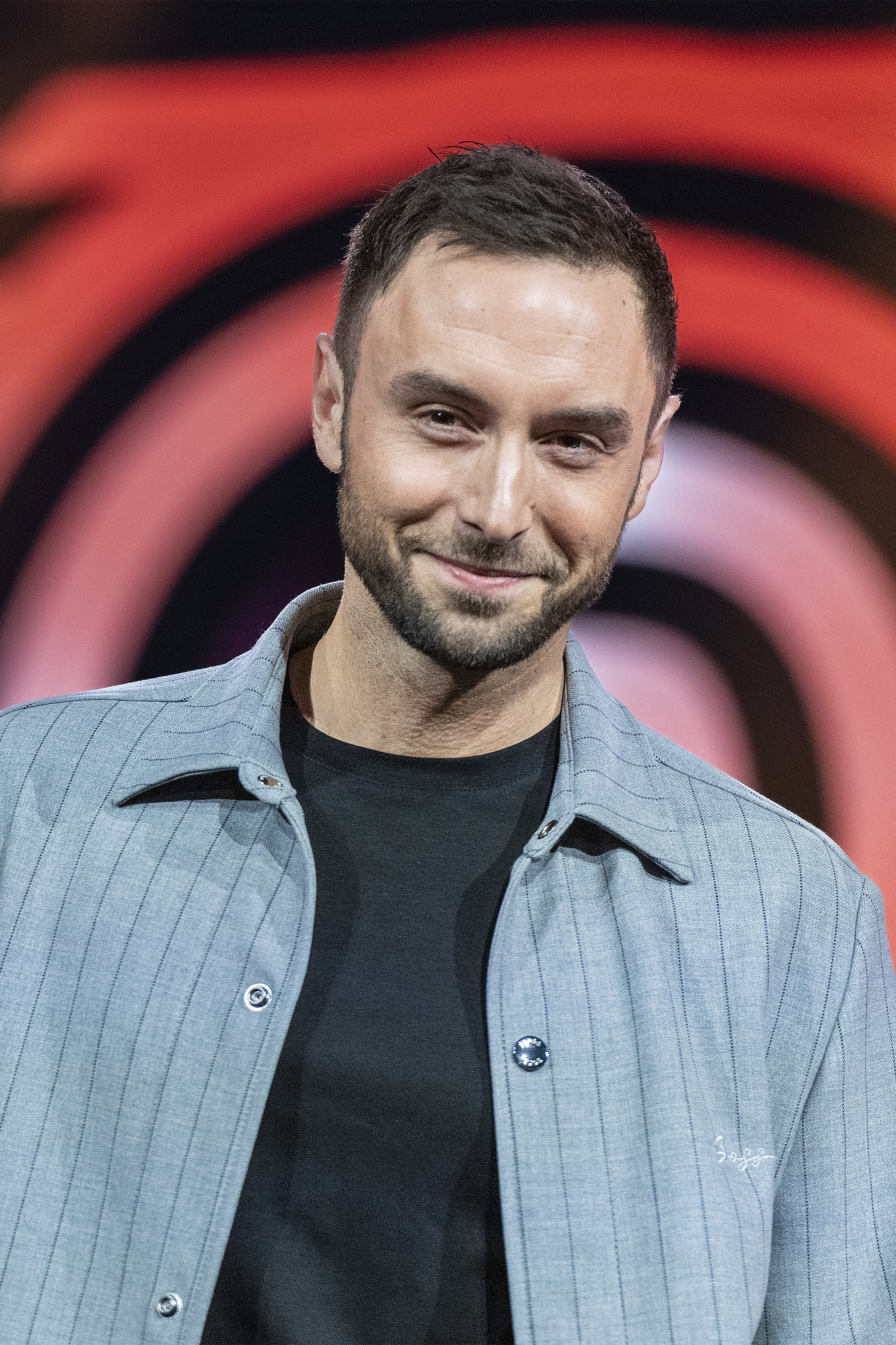
Måns Zelmerlöw, 2025

Måns Petter Albert Sahlén Zelmerlöw (* 13. Juni 1986 in Lund) ist ein schwedischer Popsänger, Model und Moderator. Als Interpret des Liedes Heroes gewann er am 23. Mai 2015 den 60. Eurovision Song Contest und errang damit den sechsten Sieg für Schweden bei diesem Wettbewerb. Den folgenden Eurovision Song Contest 2016 in Stockholm moderierte er zusammen mit Petra Mede. Auch in den folgenden Jahren hatte er wiederholt Gastauftritte beim Eurovision Song Contest.

## Leben
Måns Zelmerlöw ist der Sohn von Brigitta Sahlén, einer Professorin für Logopädie an der Universität Lund, und Sven-Olof Zelmerlöw, einem Facharzt für Chirurgie. Zelmerlöw besuchte auf der Lars-Erik-Larsson-Schule in Lund einen musikorientierten Zweig, der sich vor allem auf Chorgesang konzentrierte. Bereits 2002 spielte er einen von Josephs elf Brüdern in einer Produktion von Andrew Lloyd Webbers Musical Joseph and the Amazing Technicolor Dreamcoat, die im Slagthuset in Malmö gezeigt wurde.
Zelmerlöw hat eine jüngere Schwester. Zu Zelmerlöws Hobbys zählen Padel-Tennis, Fußball, Tennis und Golfspiel. Am 26. Dezember 2004 überlebten Zelmerlöw und seine Familie den Tsunami während eines Aufenthalts in Khao Lak, Thailand.
Von 2008 bis 2011 hatte er eine Beziehung mit der schwedischen Sängerin Marie Serneholt, einem früheren Mitglied der schwedischen Popband A*Teens.
Zelmerlöw ist in Schweden als Freund und Unterstützer der LGBT Szene bekannt, so hat er bereits mehrfach an der schwedischen Gaygalan teilgenommen und sie u. a. im Februar 2014 moderiert und dabei auch das Lied „Propaganda“, eine Pro-Homosexuell-Hymne als Parodie des Songs „In The Navy“ mit Kritik an Russlands Präsident Vladimir Putin aufgeführt. Doch weniger als einen Monat später im März 2014 war Zelmerlöw zu Gast in der schwedischen Kochsendung Pluras kök, in der er erwähnte, er sehe Homosexualität als „avvikelse“ (in etwa „abweichend [der Norm]“). In der Sendung sagte er, dass er nichts gegen Homosexualität an sich habe, dass sie aber aus biologischer Sicht nicht natürlich sei, da sie nicht zur Fortpflanzung führe. Später entschuldigte er sich wiederholt für seine Äußerungen und sagte aus, es habe sich hierbei um eine schlechte Wortwahl gehandelt. Im Zuge seiner Nominierung für den Eurovision Song Contest kam die Debatte um seine Äußerungen erneut auf, jedoch wurde der Künstler von zahlreichen schwedischen, schwulen und Eurovisions-nahen Medien verteidigt. Ronny Larsson, der Herausgeber des schwedischen LGBT-Magazins QX, hat für PinkNews ausführlich zu der Angelegenheit Stellung bezogen. Später sagte Zelmerlöw, er würde sich auch mit einem Mann verabreden, „wenn er das Gefühl hätte“. Nach seinem Sieg beim ESC bezog er auf der Bühne Stellung zu diesem Thema: „Ich möchte nur sagen, wir sind alle Helden, egal wen wir lieben, wer wir sind oder was wir glauben.“
2016 begann er mit der englischen Schauspielerin Ciara Janson eine Beziehung. Im Juli 2017 verlobten sie sich und im Dezember verkündeten die beiden, dass sie ihr erstes gemeinsames Kind erwarten. Am 25. Mai 2018 kam ihr gemeinsamer Sohn Albert Ossian Zelmerlöw zur Welt. Ciara Janson hat bereits aus einer früheren Beziehung einen Sohn, der 2014 auf die Welt kam. Sie lebten in London, später zogen sie nach Staffanstorp um. Das Paar heiratete am 5. September 2019 in Kroatien. Am 9. August 2022 gab Zelmerlöw auf Instagram bekannt, dass Ciara ihren zweiten Sohn, Ossian Matteus Zelmerlöw, zur Welt gebracht hat. Im März 2025 reichte Ciara Janson nach eigenen Aussagen wegen „feindlichen Umfeld mit Drogenmissbrauch, emotionalem und psychischem Missbrauch und nicht enden wollender Untreue“ die Scheidung ein.

## Karriere

### 2005: Idol
Zelmerlöw nahm 2005 an der schwedischen Ausgabe von Idols teil, der nationalen Ausgabe von Pop Idol. Nach acht Wochen in der Show wurde er schließlich Fünfter.

### 2006: Let’s Dance
Im Jahr 2006 nahm Zelmerlöw an der ersten Staffel der schwedischen Version von Let’s Dance teil und gewann mit seiner Tanzpartnerin Maria Karlsson.
Zelmerlöw spielte im selben Jahr in der schwedischen Version von Grease in Malmö die Hauptrolle des Danny Zuko.

### 2007–2008:MelodifestivalenundStand By For…
Am 17. Februar 2007 nahm Zelmerlöw mit dem Lied Cara Mia in einer der Vorrunden des Melodifestivalen 2007 teil. Er zog ins Finale ein und belegte dort den dritten Platz. In den schwedischen Charts erreichte Cara Mia später die Topposition. Auch sein Album Stand By For… kletterte auf Platz 1 der schwedischen Hitparade. Weitere Single-Auskopplungen waren Brother oh Brother, Work of Art (Da Vinci) und Miss America.
Am 5. Oktober 2007 war Zelmerlöw der Moderator der Sendung Lilla Melodifestivalen des schwedischen Fernsehen SVT.
Ende 2007/Anfang 2008 spielte Zelmerlöw die Rolle des Tommy im Musical Footloose, das in Göteborg und Stockholm aufgeführt wurde. 2008 war er Teil der Diggiloo Tour neben den weiteren Sängern Lasse Holm, Linda Bengtzing, Lotta Engberg, Thomas Pettersson, Molly Sandén und Nanne Grönvall.

### 2009:MelodifestivalenundMZW
Am 14. Februar 2009 präsentierte Zelmerlöw das Lied Hope & Glory in der 2. Vorrunde des Melodifestivalen 2009. Im Finale am 14. März 2009 endete er auf dem 4. Platz, nachdem er zwischenzeitlich geführt hatte. Die Jury-Wertung hatte Hope & Glory auf Platz 1 gehoben, doch im Televoting erreichte das Lied nur den 5. Rang. Am 25. März 2009 erschien das zweite Studioalbum MZW, das Platz 1 in den schwedischen Charts erreichte.

### 2010–2012: ModerationMelodifestivalenundAllsång på Skansen

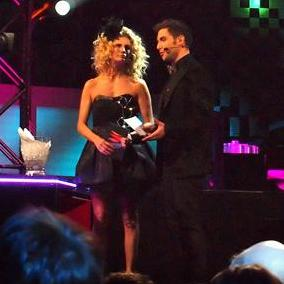
Måns Zelmerlöw und Christine Meltzer bei den Proben zum Melodifestivalen 2010

Beim Melodifestivalen 2010 führte Zelmerlöw gemeinsam mit Christine Meltzer und Dolph Lundgren als Moderator durch das Programm. Zur Eröffnung der Show der zweiten Chancen (Andra Chansen) sang er den Song A View To A Kill von Duran Duran. Im Finale sangen alle drei Moderatoren das Lied Eye Of The Tiger von Survivor.
Im April wurde die Single Precious To Me von Maria Haukaas Storeng und Zelmerlöw veröffentlicht.
Am 15. November 2010 veröffentlichte Zelmerlöw das Weihnachtsalbum Christmas With Friends, auf dem er mit Gastsängern englische und schwedische Weihnachtslieder singt. Das Album wurde am 19. Dezember 2011 unter dem Titel Kära Vinter wiederveröffentlicht.
Zudem spielte Zelmerlöw 2010 die Rolle von Romeo im Musical Romeo und Julia, das seine Premiere in der Stockholmer Göta Lejon im Dezember feierte. Er trat ebenfalls in der zugehörigen Castingshow Jakten på Julia auf, in der die Rolle der Julia gecastet wurde. Diese gewann Lisette Pagler.

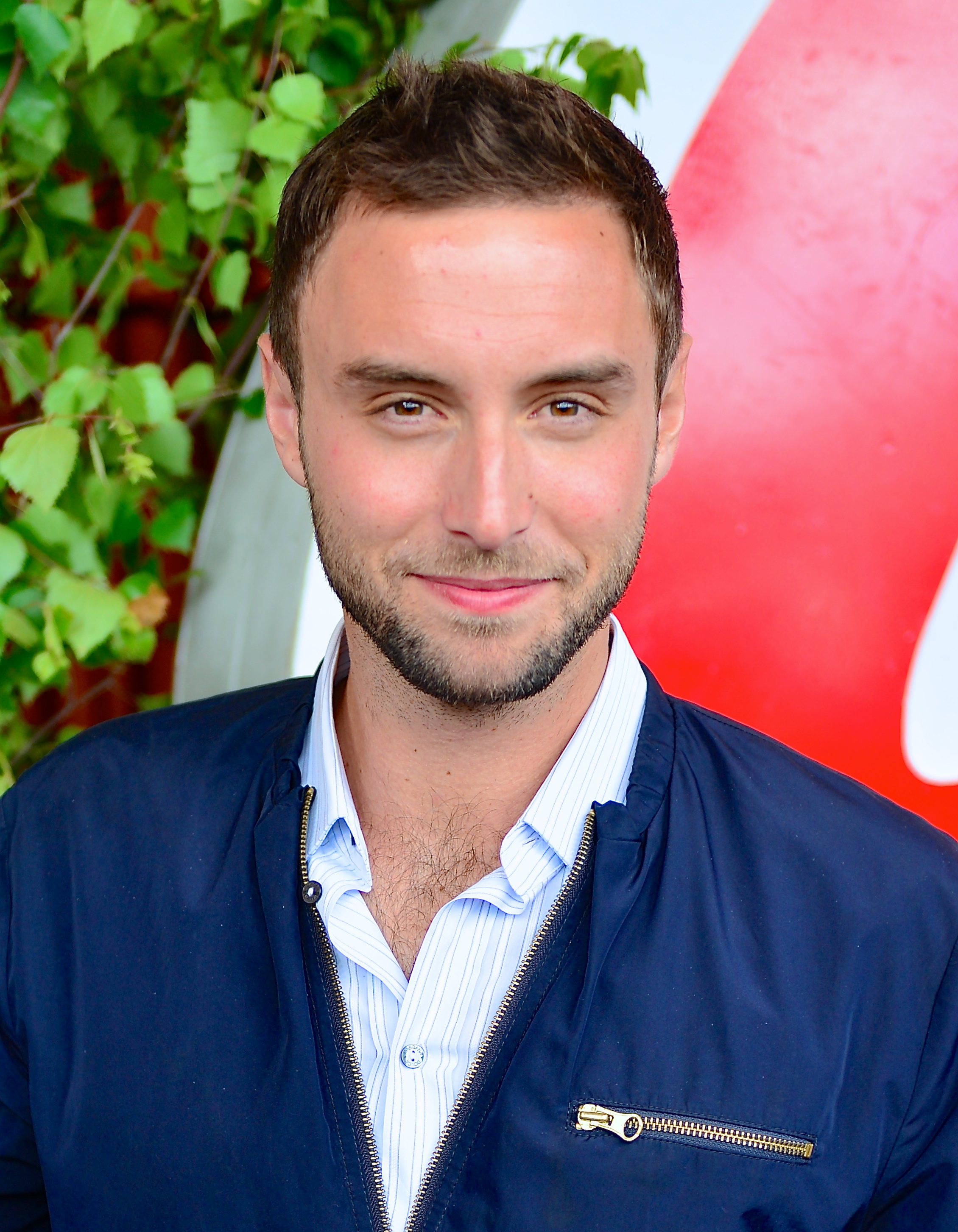
Måns Zelmerlöw (2013)

Im Januar 2011 wurde bekannt gegeben, dass Zelmerlöw die Sendung Allsång på Skansen moderiert, eine populäre Musikveranstaltung, die seit 1990 jeden Sommer (davor seit 1979 unregelmäßig) einmal wöchentlich im Freiluftmuseum Skansen auf Djurgården in Stockholm stattfindet und live im Fernsehen (SVT) übertragen wird. Bei dieser Sendung treten nationale und internationale Musiker aus ganz unterschiedlichen Genres auf und singen nach ihrem Auftritt ein „Allsång“-Lied aus einem festen Liederbuch, bei dem die Zuschauer mitsingen und der Text für die Fernsehzuschauer eingeblendet wird. Er moderierte die Sendung auch im Sommer 2012 und 2013.
Im Februar 2011 übernimmt Zelmerlöw die Synchronstimme des Flynn Rider in der schwedischen Version von Rapunzel – Neu verföhnt (schwedischer Titel: Trassel).
2012 wurde die Single Ett lyckligt slut veröffentlicht, die in Zusammenarbeit mit der Kinderkrebshilfe (Barncancerfonden) entstanden ist. Zudem sang er neben Anja Steinlechner den Titel Mountain Duet auf dem Album des schwedischen Männerchors Orphei Drängar.

### 2013–2014:Barcelona Sessions
Im März 2013 offenbarte Zelmerlöw die Pläne für sein drittes Studioalbum Barcelona Sessions und veröffentlichte die Single Broken Parts. Im September 2013 wurde die zweite Single Beautiful Life veröffentlicht. Das Album wurde am 5. Februar 2014 veröffentlicht.
Zelmerlöw nahm erneut am Melodifestivalen teil, dieses Mal als einer der Songwriter des Titels Hello Goodbye der Sänger Erik Segerstedt und Tone Damil. Das Lied erreichte die Zweite-Chance-Runde (Andra Chansen).
Im Herbst 2013 übernahm Zelmerlöw erneut eine Hauptrolle eines Musicals, die des Dante in der schwedischen Neuauflage des Musicals Spök, neben Loa Falkman, Sussie Eriksson und Lena Philipsson.
2013 war zudem das Gründungsjahr der Zelmerlöw & Björkman Foundation, einer Stiftung des ehemaligen schwedischen Tennisspielers Jonas Björkman und Zelmerlöws, die bedürftige Kinder und Jugendliche in Südafrika unterstützt.

### 2015: Sieg beim Eurovision Song Contest undPerfectly Damaged

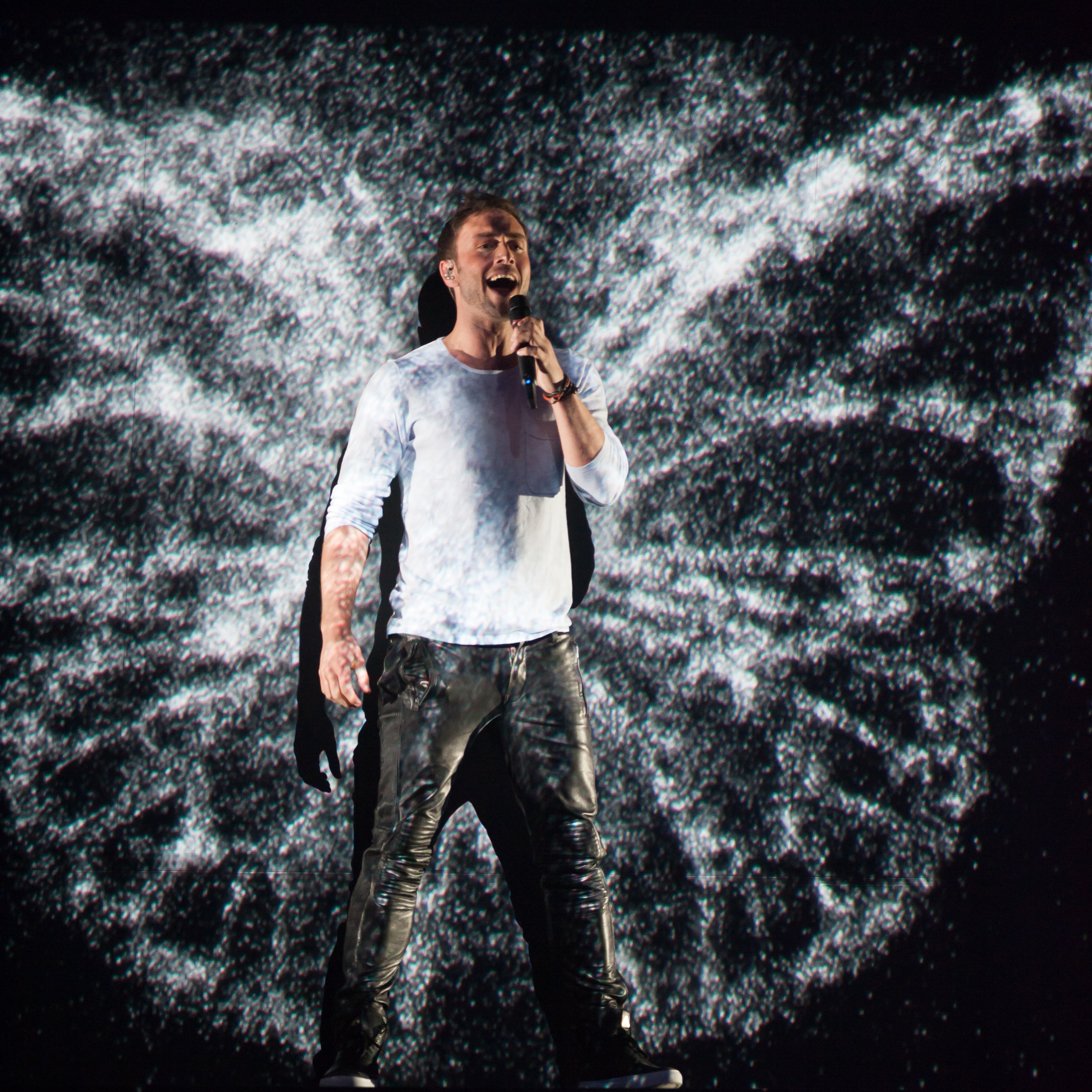
Zelmerlöw beim Eurovision Song Contest (2015)

Zelmerlöw gelang beim vierten Halbfinale des Melodifestivalen 2015 am 28. Februar mit dem Titel Heroes der Einzug in das Finale des schwedischen Vorentscheids am 14. März 2015, welches er gewann. Am 23. Mai 2015 vertrat er das Land beim Finale des Eurovision Song Contest 2015 in Wien, aus welchem er ebenfalls als Sieger hervorging, nachdem er bereits im Vorfeld als aussichtsreichster Favorit gehandelt worden war. Er gewann mit 365 Punkten.
Das Album Perfectly Damaged wurde am 5. Juni 2015 veröffentlicht. Während des Sommers hatte er mehrere Auftritte in schwedischen Festivals und ging ab September auf Europa-Tournee. Als zweite Single wurde Should´ve Gone Home veröffentlicht.

### 2016–2018: Moderation des Eurovision Song Contest 2016 undChameleon

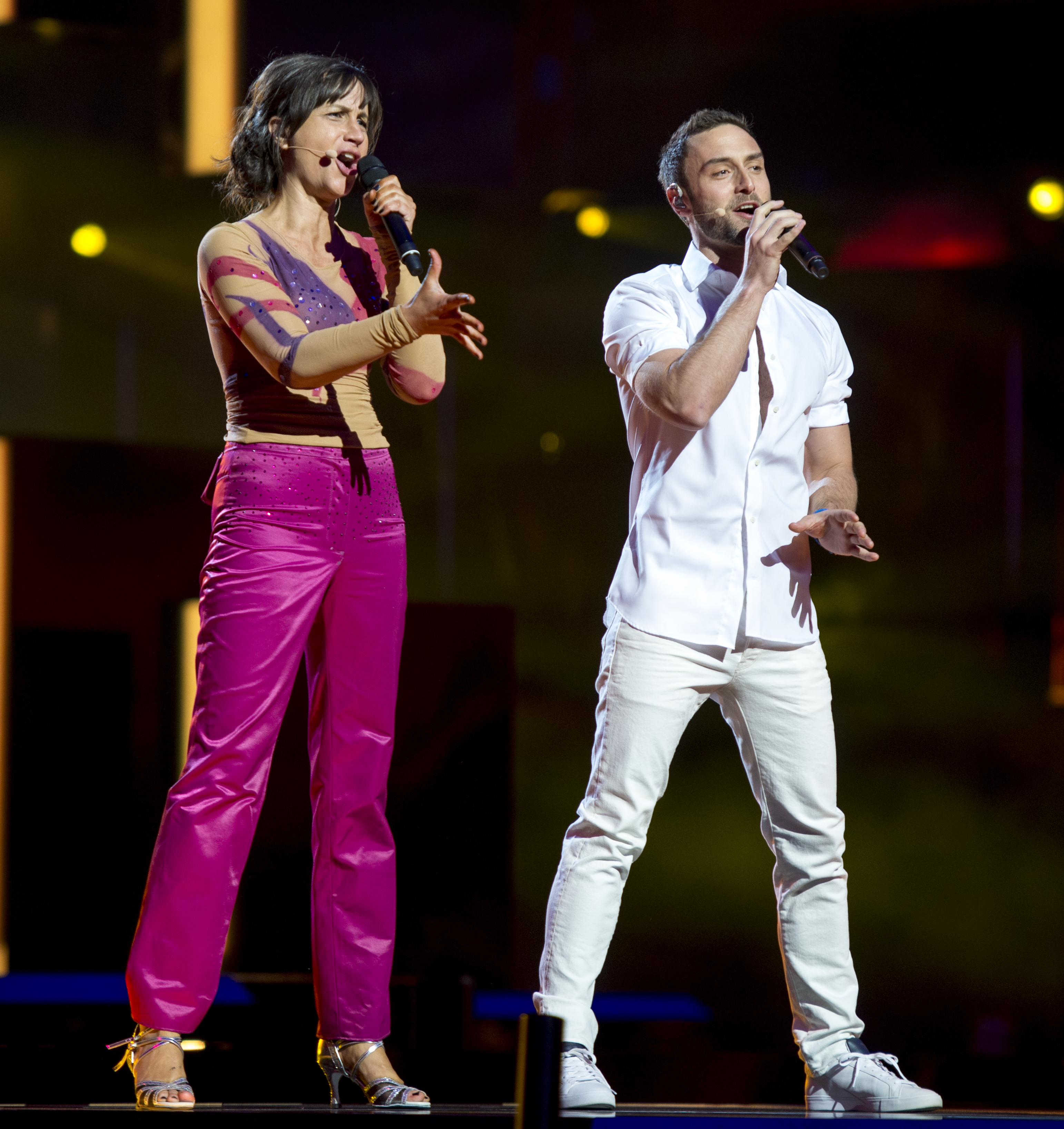
Grand Final Interval Act 12 beim ESC (2016)

Am 14. Dezember 2015 wurde bekannt, dass Zelmerlöw zusammen mit Petra Mede, die bereits den Eurovision Song Contest 2013 moderierte, die Moderation des Eurovision Song Contest 2016 übernimmt. In der Show präsentierte er seinen Song Heroes, sowie seine neue Single Fire In The Rain. Mit Mede präsentierte er die Intervall-Acts Die Geschichte des ESC und das Lied Love Love Peace Peace, das im Nachhinein ebenfalls als Single veröffentlicht wurde.
Im Sommer 2016 wurde die Single Belong von Joshua Radin veröffentlicht, auf der auch Zelmerlöw singt.
Oktober 2016 wurde die schwedische TV-Serie Chevaleresk ausgestrahlt, die von Alexander Wiberg und Zelmerlöw präsentiert wurde.
Im Dezember 2016 wird das siebte Studioalbum Zelmerlöws Chameleon veröffentlicht. Als Singles wurden Hanging On To Nothing, Glorious und Happyland veröffentlicht.
2017 übernahm Zelmerlöw die schwedische Synchronstimme von Branch (schwedisch: Kvist) im Animationsfilm Trolls.
In der französischen Neuauflage des Musicals Saturday Night Fever war Zelmerlöw am Soundtrack beteiligt.
Zudem war Zelmerlöw in einem Sketch beim Eurovision Song Contest 2017 zu sehen, bei dem er den drei ukrainischen Moderatoren zeigt, wie man der beste ESC Moderator wird. Für den schwedischen TV-Sender SVT kommentierte er den Wettbewerb neben Edward af Sillén.
Im Herbst 2017 gab Zelmerlöw sein Schauspieldebüt in der zweiten Staffel (Folge 7) der schwedischen Krimi- und Mystery-Serie Jordskott – Die Rache des Waldes.
Im Frühjahr 2018 wurde Zelmerlöw Co-Moderator neben Mel Giedroyc im britischen Vorentscheid des Eurovision Song Contest: BBC Eurovision You Decide. In der Eröffnungsnummer sang er neben der ehemaligen britischen ESC-Teilnehmerin Lucie Jones ein ABBA-Medley.
Im März 2018 wurde die zweite Staffel der schwedischen TV-Serie Chevaleresk ausgestrahlt. Zelmerlöw und Wiberg veröffentlichten zur Reihe auch das Buch Den Moderna Gentlemannen.

### 2019–2022: Interval-Act beim Eurovision Song Contest undTime
Im Februar 2019 moderierte Zelmerlöw erneut neben Mel Giedroyc den britischen Vorentscheid des Eurovision Song Contest: BBC Eurovision You Decide.
März 2019 veröffentlichte er zusammen mit der schwedischen Sängerin Dotter die erste Single Walk With Me aus seinem neuen Album. Sie präsentierten das Lied erstmals in der Sendung Andra Chansen beim Melodifestivalen 2019.
Beim Eurovision Song Contest 2019 war Zelmerlöw Teil des Interval-Acts Switch Song und sang das Lied Fuego der ESC-Zweitplatzierten Eleni Foureira, das auch als Single veröffentlicht wurde. Sein Titel Heroes wurde von der ESC-Gewinnerin Conchita Wurst gesungen.
Im Mai 2019 wurden zudem die Singles Better Now und Grow Up To Be You veröffentlicht.
Am 18. Oktober 2019 wurde Zelmerlöws achtes Studioalbum Time veröffentlicht. Als weitere Singles hieraus wurden One im November, On My Way im April 2020 und Mirror im August 2020 veröffentlicht.
Im November und Dezember 2019 führte Zelmerlöw zusammen mit seiner Band die Weihnachtsshow "The Grand Wonderland Show" im Wintergarten des Grand Hôtel Stockholm auf und lieferte die musikalische Unterhaltung zum klassischen Weihnachtstisch des Hotels.
Im Februar 2020 war Zelmerlöw Teil der Jury des australischen Vorentscheids des Eurovision Song Contests, Australia Decides. Zudem sang er mit Dami Im die neu veröffentlichte Single Walk With Me.

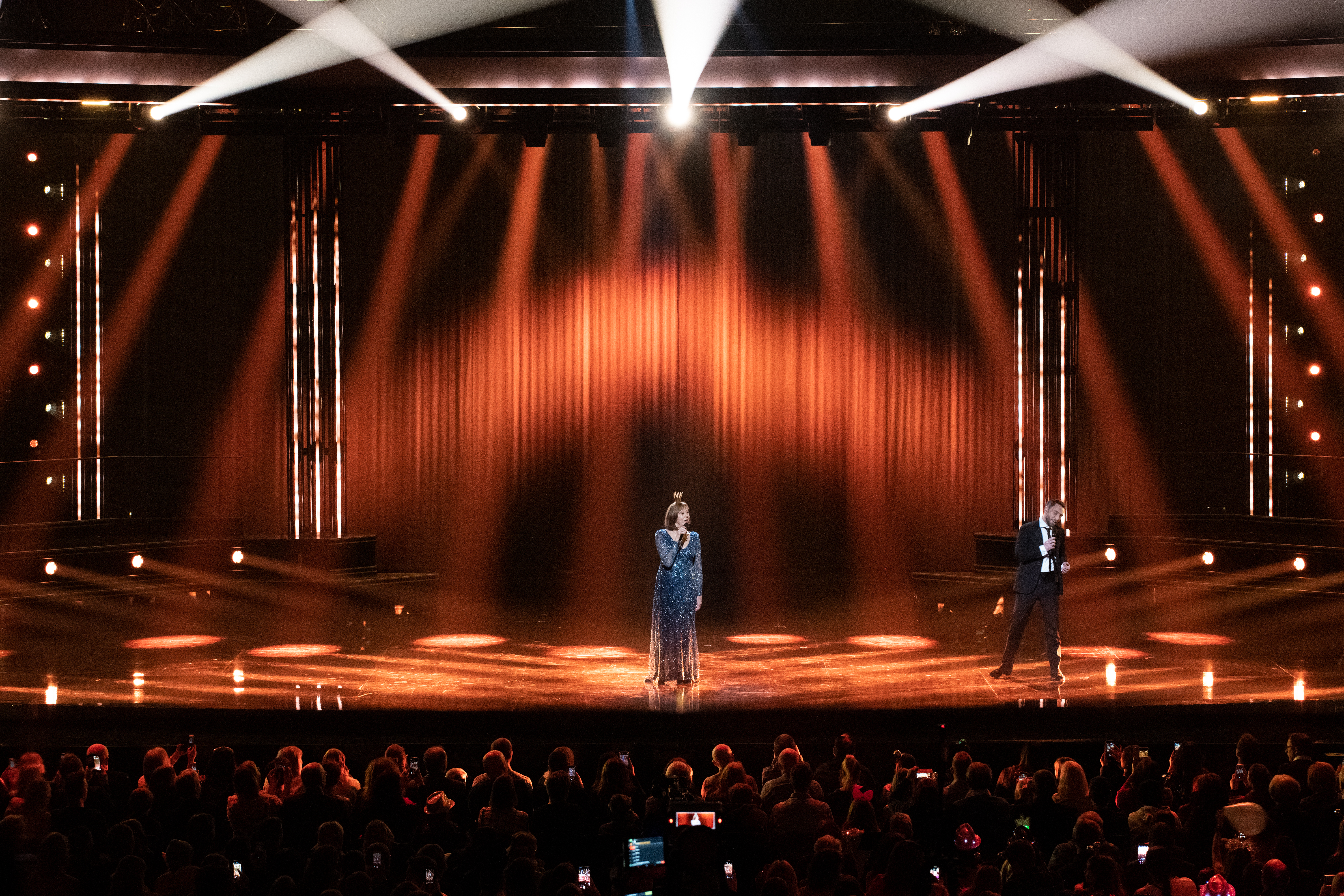
Lill Lindfors und Måns Zelmerlöw beim Melodifestivalen 2020

Beim Melodifestivalen 2020 sang Zelmerlöw im Duett mit Lill Lindfors in der Andra Chansen Show das Lied "Nygammal Vals", zudem wurde er in die Melodifestivalen Hall Of Fame aufgenommen.
Am 10. April 2020 wurde die gemeinsame Single Gamle Dager von Morgan Sulele und Zelmerlöw veröffentlicht. Das Lied enthält norwegische Texte, gesungen von Sulele, und schwedische Texte, gesungen von Zelmerlöw.
In der Online-Ersatz-Show Europe Shine A Light des Eurovision Song Contests 2020, der bedingt durch die Corona-Pandemie ausgefallen war, präsentierte Zelmerlöw eine Akustik-Version seines ehemaligen Siegertitels Heroes.
Im Corona Winter 2020 inszenierten Zelmerlöw und der schwedische Komiker Per Andersson unter entsprechenden Sicherheitsauflagen im November die gemeinsame Weihnachtsshow "Tomten & Bocken – En Slags Julshow", die eine Mischung von Sketchen, Parodien und Songs bot. Die Regie zur Show übernahm der insbesondere vom ESC 2016 bekannte Edward af Sillén. Die Premiere war am 13. November 2020 in der Hamburger Börs in Stockholm, jedoch musste die Show nach der Verschärfung der Corona-Maßnahmen in Schweden bereits nach 7 Shows eingestellt werden. Für die Show schrieb Zelmerlöw das Lied "Alone On Christmas Eve", das am 6. November 2020 auch als Single veröffentlicht wurde.
Ab Februar 2021 wurde Zelmerlöws unternehmerisches Portfolio um einen neuen Zweig erweitert. Schon Jahre zuvor hat er seine Leidenschaft für gute Weine entdeckt, die ihn dazu bewegt hat, selbst Weine unter eigener Marke zu produzieren und auf den Markt zu bringen. Die Marke „MZ Wines“ beinhaltet seitdem einen Cava, einen Rosé-Cava, einen Roséwein und zwei Rotweine.
Am 19. Februar 2021 wurde ein Duett von Zelmerlöw mit der Russin Polina Gagarina, der Zweitplatzierten beim Eurovision Song Contest 2015, veröffentlicht: "Circles and Squares". Das Lied war die offizielle Hymne zur Eiskunstlaufweltmeisterschaft, die vom 22. bis 28. März 2021 in Stockholm stattfand.
Das Melodifestivalen 2021 wurde pandemiebedingt, anders als sonst üblich, ohne Publikum und mit allen 6 Shows aus Stockholm ausgetragen. Für jede Sendung gab es eigene Moderatoren. Das Finale am 16. März 2021 moderierten Måns Zelmerlöw, Shima Niavarani und Christer Björkman. Als Interval-Act präsentierte Zelmerlöw zudem seine Single "Come Over Love".
Seit dem 26. März 2021 strahlte das schwedische Fernsehen TV4 jedes Jahr eine Staffel von Masked Singer Sverige in bisher 4 Staffeln mit jeweils 9 Folgen aus. In der Ratejury sind die 4 permanenten Mitglieder Måns Zelmerlöw, Pernilla Wahlgren, Felix Herngren und Nour El-Refai. Diese wurden zeitweise durch Gastauftritte weiterer Prominenter ergänzt. Moderator der Sendung ist seit Beginn David Hellenius. Ein besonderes Highlight der Sendung war die Maske des Wikingers in der dritten Staffel, hinter der sich Zelmerlöws Ehefrau verbarg, ohne dass er eine Ahnung davon hatte.
Beim Eurovision Song Contest 2021 war Zelmerlöw neben anderen ehemaligen Gewinnern, wie zum Beispiel Lordi, beim Interval Act "Rock The Roof" zu sehen.
Im Herbst 2022 nahm Zelmerlöw an der populären Fernsehshow Så Mycket Bättre teil, der schwedischen Version von Sing meinen Song, das Tauschkonzert in der diverse Sängerinnen und Sänger jeweils die Songs der anderen interpretieren. Die Sendung wurde bereits im Juni auf der Insel Gotland aufgezeichnet. Zelmerlöw war in 5 der Folgen der Staffel zu Gast und lieferte 4 eigene Interpretationen: „Faller (Tell Her)“ von Molly Hammar, „Sober (Mer För Varandra)“ von Norlie & KKV, „Hatar Dig“ von Daniela Rathana und „This Is The One“ von Anna Ternheim. Auch seine eigenen Songs wurden von den anderen Künstlern auf ihre Art interpretiert: „Cara Mia“ von Norlie & KKV, „När jag gick bredvid dig“ (Walk With Me) von Anna Ternheim, „Vi kan vinna“ (Hope & Glory) von Nordman und „Heroes“ von Johnossi. Zu Weihnachten wurden die 4 Lieder auch als Geschenk an seine Fans als Akustikversionen am 23. Dezember 2022 veröffentlicht.
Im Winter 2022 ging Zelmerlöw zusammen mit der weiteren schwedischen Eurovision-Ikone Carola auf eine große Weihnachtstour durch die schwedischen Arenen mit der gemeinsamen Show „A Grand X-mas“. Zusammen mit einer 13-Mann-Band und Chor boten die beiden eine Mischung aus modernen und klassischen Weihnachtsliedern auf Englisch und Schwedisch, sowie ihrer eigenen (Weihnachts-)Lieder dar. Als besondere Zugabe sangen die beiden ihre ESC Gewinnertitel „Heroes“ und „Främling“ in einer gemeinsamen Ballade. Bereits im Vorfeld am 11. November 2022 wurde das Weihnachtslied „Let´s Sing (It´s Christmas Time)“ der beiden als Single veröffentlicht.

### 2023–2024: Melodifestivalen mit Björnzone undEP Nightcaps
Im Januar 2023 übernahm Zelmerlöw die Moderatorenrolle neben Pernilla Wiberg in der schwedischen Sportgala Idrottsgalan, die am 16. Januar 2023 auf SVT1 live aus der Avicii Arena aus Stockholm gesendet wurde.
Im Frühjahr 2023 hat Zelmerlöw erstmals zusammen mit seiner Band „The Agreement“ eine Single aufgenommen. Das schwedische Lied „Andetag“ (dt. Atemzug) wurde am 7. April 2023 veröffentlicht, es ist inspiriert von Astrid Lindgrens Buchfigur Ronja Räubertochter und war gleichzeitig das Eröffnungslied seiner Konzerthaus-Tour Vårskrik.
Der Eurovision Song Contest fand 2023 stellvertretend für die Ukraine in Liverpool, UK statt. Der britische Sender BBC hat speziell zum Contest diverse Sendungen produziert, darunter auch einen Podcast über den ESC, den Eurovisioncast. Zelmerlöw, Nina Warhurst, Daniel Rosney und Ngunan Adamu moderierten diesen wöchentlichen Podcast, der weiterführende Informationen und Interviews lieferte. Auch bei den beiden Semifinals des ESC war Zelmerlöw involviert, in jeweils einem Einspieler mit einem Quiz-Match gegen Filomena Cautela. Für das schwedische Fernsehen SVT kommentierte er, wie bereits 2017, das Finale zusammen mit Edward af Sillén.
Am 13. Oktober 2023 wurde erstmals eine komplette EP von Zelmerlöw und seiner Band „The Agreement“ veröffentlicht: „Nightcaps“. Diese enthält alle drei zuvor veröffentlichten Singles „Andetag“, „Running Low“ und „Perfectly Damaged“ sowie zwei weitere Lieder „History“ und „Side Effects“.
Im Winter 2023 brachte Zelmerlöw nicht nur eine eigene Weihnachtssingle mit „Christmas Christmas Everywhere“ heraus, es gab auch ein Wiedersehen mit Komiker Per Andersson. Beide kehrten mit Tomten och Bocken zurück, ihrer gemeinsamen Show aus 2020, dieses Mal jedoch tourten die beiden in 12 Städten in ganz Schweden mit ihrem neuen Programm "Tomten och Bocken Rider Igen" unter der Regie von Klas Wiljergård.
Im Januar 2024 übernahm Zelmerlöw erneut die Moderation des 25. Jubiläums der Sportgala Idrottsgalan neben Carolina Klüft, die live aus Stockholm auf SVT übertragen wurde.
Im März 2024 konnte man Zelmerlöw erneut im Finale des Melodifestivalen sehen, dieses Mal jedoch in einer ganz besonderen Rolle als Bandmitglied der von Björn Gustafsson aufgestellten Super-Boygroup „Björnzone“, um als 13. Teilnehmer nicht nur den ersten Platz, aber vor allem das Herz der Moderatorin Carina Berg in diesem Interval-Act mit dem Lied "Still The One" zu gewinnen. Weitere Mitglieder waren die schwedischen Stars Eric Saade, Loa Falkman, Filip Berg, Adam Lundgren, Casper Jarnebrink, Victor Leksell, Boris René und Ulrik Munther. Die Wiedervereinigung der Band fand am 29. November statt, als die Band die Weihnachtssingle „A Christmas Song“ veröffentlichte.
Im Sommer 2024 verband Zelmerlöw zwei seiner persönlichen Leidenschaften, Wein und Kaffee, indem er einen alten Pferdetrailer in eine Popup-Lounge umgestaltete. Er eröffnete sie unter dem Namen "MZ Beans & Grapes" auf einer Wiese gegenüber dem Tennismuseum im Zentrum von Båstad, und begleitet von DJ und Live-Musik wurden den Sommer über dort kleine Snacks sowie seine eigenen Weine und Kaffeespezialitäten verkauft. Wenn er nicht ein Konzert seiner Sommertour spielte, war er sogar oftmals persönlich dort anzutreffen und servierte beispielsweise Getränke.

### Ab 2025: erneute Teilnahme am Melodifestivalen 2025
Die Teilnehmer des Melodifestivalen 2025 wurden Ende November bekannt gegeben, Zelmerlöw nahm 10 Jahre nach seinem Sieg mit Heroes und in seinem 20. Jubiläumsjahr als Künstler erneut teil. Er trat am 22. Februar im vierten Halbfinale in Malmö mit seinem neuen Song Revolution an und belegte in diesem den ersten Platz, wodurch er sich für das Finale am 8. März qualifizieren konnte. Dort konnte Zelmerlöw die internationale Jury mit 76 von 96 möglichen Punkten gewinnen und wurde mit 81 von 96 möglichen Punkten Zweiter im Zuschauervoting. Damit landete er mit 157 Punkten auf dem zweiten Platz hinter der Band KAJ, welche insgesamt 164 Punkte erhielt.

## Trivia
Zelmerlöw bezeichnete sich in Anspielung auf die Beliebtheit der gleichnamigen Wiener Süßspeise nach seinem Sieg selbst als Schwedenbombe.

## Diskografie

### Alben
| Jahr | Titel                  | Höchstplatzierung, Gesamtwochen, AuszeichnungChartplatzierungen (Jahr, Titel, Platzierungen, Wochen, Auszeichnungen, Anmerkungen) | Höchstplatzierung, Gesamtwochen, AuszeichnungChartplatzierungen (Jahr, Titel, Platzierungen, Wochen, Auszeichnungen, Anmerkungen) | Höchstplatzierung, Gesamtwochen, AuszeichnungChartplatzierungen (Jahr, Titel, Platzierungen, Wochen, Auszeichnungen, Anmerkungen) | Höchstplatzierung, Gesamtwochen, AuszeichnungChartplatzierungen (Jahr, Titel, Platzierungen, Wochen, Auszeichnungen, Anmerkungen) | Anmerkungen                                                                               |
| Jahr | Titel                  | DE | AT | CH | SE | Anmerkungen                                                                               |
| ---- | ---------------------- | --- | --- | --- | --- | ----------------------------------------------------------------------------------------- |
| 2007 | Stand By For…          | — | — | — | SE1 Gold · (29 Wo.)SE | Erstveröffentlichung: 23. Mai 2007 Verkäufe: + 20.000                                     |
| 2009 | MZW                    | — | — | — | SE1 Gold · (15 Wo.)SE | Erstveröffentlichung: 25. März 2009 Verkäufe: + 20.000                                    |
| 2010 | Christmas with Friends | — | — | — | — | Erstveröffentlichung: 25. November 2010                                                   |
| 2011 | Kära vinter            | — | — | — | SE41 (1 Wo.)SE | Erstveröffentlichung: 19. Dezember 2011 Wiederveröffentlichung von Christmas with Friends |
| 2014 | Barcelona Sessions     | — | — | — | SE3 (2 Wo.)SE | Erstveröffentlichung: 5. Februar 2014                                                     |
| 2015 | Perfectly Damaged      | DE46 (1 Wo.)DE | AT21 (1 Wo.)AT | CH24 (2 Wo.)CH | SE1 Platin · (27 Wo.)SE | Erstveröffentlichung: 5. Juni 2015 Verkäufe: + 40.000                                     |
| 2016 | Chameleon              | — | — | — | SE6 (1 Wo.)SE | Erstveröffentlichung: 9. Dezember 2016                                                    |
| 2019 | Time                   | — | — | — | SE18 (6 Wo.)SE | Erstveröffentlichung: 18. Oktober 2019                                                    |

### Singles
| Jahr | Titel Album                           | Höchstplatzierung, Gesamtwochen, AuszeichnungChartplatzierungen (Jahr, Titel, Album, Platzierungen, Wochen, Auszeichnungen, Anmerkungen) | Höchstplatzierung, Gesamtwochen, AuszeichnungChartplatzierungen (Jahr, Titel, Album, Platzierungen, Wochen, Auszeichnungen, Anmerkungen) | Höchstplatzierung, Gesamtwochen, AuszeichnungChartplatzierungen (Jahr, Titel, Album, Platzierungen, Wochen, Auszeichnungen, Anmerkungen) | Höchstplatzierung, Gesamtwochen, AuszeichnungChartplatzierungen (Jahr, Titel, Album, Platzierungen, Wochen, Auszeichnungen, Anmerkungen) | Höchstplatzierung, Gesamtwochen, AuszeichnungChartplatzierungen (Jahr, Titel, Album, Platzierungen, Wochen, Auszeichnungen, Anmerkungen) | Anmerkungen                                                                   |
| Jahr | Titel Album                           | DE | AT | CH | UK | SE | Anmerkungen                                                                   |
| ---- | ------------------------------------- | --- | --- | --- | --- | --- | ----------------------------------------------------------------------------- |
| 2007 | Cara mia Stand By For…                | — | — | — | — | SE1 ×2Doppelplatin · (36 Wo.)SE | Erstveröffentlichung: 5. März 2007 Verkäufe: + 40.000                         |
| 2007 | Work of Art (Da Vinci) Stand By For…  | — | — | — | — | SE16 (11 Wo.)SE | Erstveröffentlichung: 13. Juni 2007                                           |
| 2007 | Brother Oh Brother Stand By For…      | — | — | — | — | SE7 (21 Wo.)SE | Erstveröffentlichung: 10. Oktober 2007                                        |
| 2007 | All I Want for Christmas Is You –     | — | — | — | — | SE3 Gold · (8 Wo.)SE | Erstveröffentlichung: 5. Dezember 2007 mit Agnes Carlsson; Verkäufe: + 10.000 |
| 2008 | Miss America Stand By For…            | — | — | — | — | SE47 (2 Wo.)SE | Erstveröffentlichung: 5. Mai 2008                                             |
| 2009 | Impossible MZW                        | — | — | — | — | SE48 (1 Wo.)SE | Erstveröffentlichung: Februar 2009                                            |
| 2009 | Hope & Glory MZW                      | — | — | — | — | SE2 (14 Wo.)SE | Erstveröffentlichung: 1. März 2009                                            |
| 2009 | Hold On MZW                           | — | — | — | — | SE22 (11 Wo.)SE | Erstveröffentlichung: 18. Mai 2009                                            |
| 2015 | Heroes Perfectly Damaged              | DE3 (13 Wo.)DE | AT1 Gold · (13 Wo.)AT | CH1 (8 Wo.)CH | UK11 (4 Wo.)UK | SE1 ×5Fünffachplatin · (34 Wo.)SE | Erstveröffentlichung: 28. Februar 2015 Verkäufe: + 295.000                    |
| 2015 | Should’ve Gone Home Perfectly Damaged | — | — | — | — | SE27 Platin · (18 Wo.)SE | Erstveröffentlichung: 7. August 2015 Verkäufe: + 40.000                       |
| 2016 | Fire in the Rain Chameleon            | — | — | — | — | SE31 Platin · (11 Wo.)SE | Erstveröffentlichung: 4. Mai 2016 Verkäufe: + 50.000                          |
| 2018 | Happyland Chameleon                   | DE72 (2 Wo.)DE | — | — | — | — | Erstveröffentlichung: 2. Februar 2018                                         |
| 2019 | Walk with Me Time                     | — | — | — | — | SE51 Platin · (13 Wo.)SE | Erstveröffentlichung: 1. März 2019 mit Dotter; Verkäufe: + 80.000             |
| 2019 | Better Now Time                       | — | — | — | — | SE79 (1 Wo.)SE | Erstveröffentlichung: 17. Mai 2019                                            |
| 2020 | Alone on Christmas Eve –              | — | — | — | — | SE92 (1 Wo.)SE | Erstveröffentlichung: 18. Dezember 2020                                       |
| 2022 | Faller (Tell Her) –                   | — | — | — | — | SE67 (3 Wo.)SE | Erstveröffentlichung: 29. Oktober 2022                                        |
| 2022 | Sober (mer för varandra) –            | — | — | — | — | SE73 (1 Wo.)SE | Erstveröffentlichung: 5. November 2022                                        |
| 2022 | Let’s Sing (It’s Christmas Time) –    | — | — | — | — | SE48 (5 Wo.)SE | Erstveröffentlichung: 11. November 2022 mit Carola                            |
| 2025 | Revolution –                          | — | — | — | — | SE3 (10 Wo.)SE | Erstveröffentlichung: 21. Februar 2025                                        |

Weitere Singles
- 2009: Rewind
- 2010: December
- 2010: Vit som en snö (mit Pernilla Andersson)
- 2012: Ett lyckligt slut
- 2013: Broken Parts
- 2013: Beautiful Life
- 2014: Run for Your Life
- 2016: Love Love Peace Peace (mit Petra Mede)
- 2016: Hanging on to Nothing
- 2016: Glorious
- 2017: We Can Be the Rulers (mit Sarah Sjöström)
- 2017: Can I Call You Home
- 2019: Grow Up to Be You
- 2019: Fuego
- 2019: One
- 2020: On My Way
- 2020: Mirror
- 2020: Walk With Me (mit Dami Im)
- 2020: Alone On Christmas Eve
- 2021: Circles And Squares (mit Polina Gagarina)
- 2021: Come Over Love
- 2022: What You Were Made For
- 2022: Midsummer Love
- 2022: Hatar dig
- 2022: This Is The One
- 2023: Andetag
- 2023: Running Low
- 2023: Perfectly Damaged
- 2023: Christmas Christmas Everywhere
- 2024: Walk With Me / Chodź ze mną (mit Ola Kędra)

### EPs
- 2022: Så Mycket Bättre – Tolkningarna
- 2022: Så Mycket Bättre – Tolkningarna Unplugged
- 2023: Så Mycket Bättre – Tolkningarna Extended
- 2023: Nightcaps

### Gastbeiträge
- 2009: Don’t Fence Me In (Vocalettes)
- 2010: Precious to Me (Maria Haukaas Storeng feat. Måns Zelmerlöw)
- 2012: Mountain Duet [mit Anja Steinlechner] (Orphei Dränger)
- 2016: Belong (Joshua Radin feat. Måns Zelmerlöw)
- 2016: Stayin’ Alive (Saturday Night Fever)
- 2020: Gamle Dager (Morgan Sulele feat. Måns Zelmerlöw)
- 2024: A Christmas Song (Björnzone)

### Autorenbeteiligungen
| Jahr | Titel Interpretation                                | Höchstplatzierung, Gesamtwochen, AuszeichnungChartsChartplatzierungen (Jahr, Titel, Interpretation, Platzierungen, Wochen, Auszeichnungen, Anmerkungen) | Anmerkungen                            |
| Jahr | Titel Interpretation                                | SE | Anmerkungen                            |
| ---- | --------------------------------------------------- | --- | -------------------------------------- |
| 2013 | Hello Goodbye Erik Segerstedt & Tone Damli          | SE14 (8 Wo.)SE | Erstveröffentlichung: 23. Februar 2013 |
| 2015 | Det rår vi inte för Behrang Miri feat. Victor Crone | SE69 (2 Wo.)SE | Erstveröffentlichung: 7. Februar 2015  |

Weitere Autorenbeteilungen
- 2008: Shine (Biondo)
- 2009: Sufrirás (David Bisbal & Pixie Lott)
- 2009: Shine (George Meiring)
- 2010: Ta mig till månen (Date)
- 2011: Varenda Veranda (Elisa’s)
- 2011: Mina Drömmars Stad (Svante Thuresson)
- 2013: Hurt (Scotts)
- 2017: Aldrig For Sent (Anders Hornshøj)

## Auszeichnungen für Musikverkäufe
| Goldene Schallplatte - Dänemark - 2015: für die Single Heroes - Norwegen - 2015: für die Single Heroes - Polen - 2016: für die Single Fire in the Rain - 2021: für die Single Heroes | Platin-Schallplatte - Spanien - 2015: für die Single Heroes |

Anmerkung: Auszeichnungen in Ländern aus den Charttabellen bzw. Chartboxen sind in ebendiesen zu finden.
| Land/RegionAuszeichnungen für Musikverkäufe (Land/Region, Auszeichnungen, Verkäufe, Quellen) | Gold     | Platin       | Verkäufe | Quellen              |
| -------------------------------------------------------------------------------------------- | -------- | ------------ | -------- | -------------------- |
| Dänemark (IFPI)                                                                              | Gold1    | —            | 30.000   | ifpi.dk              |
| Norwegen (IFPI)                                                                              | Gold1    | —            | 20.000   | ifpi.no              |
| Österreich (IFPI)                                                                            | Gold1    | —            | 15.000   | ifpi.at              |
| Polen (ZPAV)                                                                                 | 2× Gold2 | —            | 35.000   | olis.pl              |
| Schweden (IFPI)                                                                              | 3× Gold3 | 11× Platin11 | 490.000  | sverigetopplistan.se |
| Spanien (Promusicae)                                                                         | —        | Platin1      | 40.000   | elportaldemusica.es  |
| Insgesamt                                                                                    | 8× Gold8 | 12× Platin12 |          |                      |